# 10078 Станторп
10078 Станторп (10078 Stanthorpe) — астероїд головного поясу, відкритий 30 жовтня 1989 року.
Тіссеранів параметр щодо Юпітера — 3,377.
Названо на честь міста Станторп (англ. Stanthorpe) в Австралії.